# Bavarian Biomolecular Mass Spectrometry Center

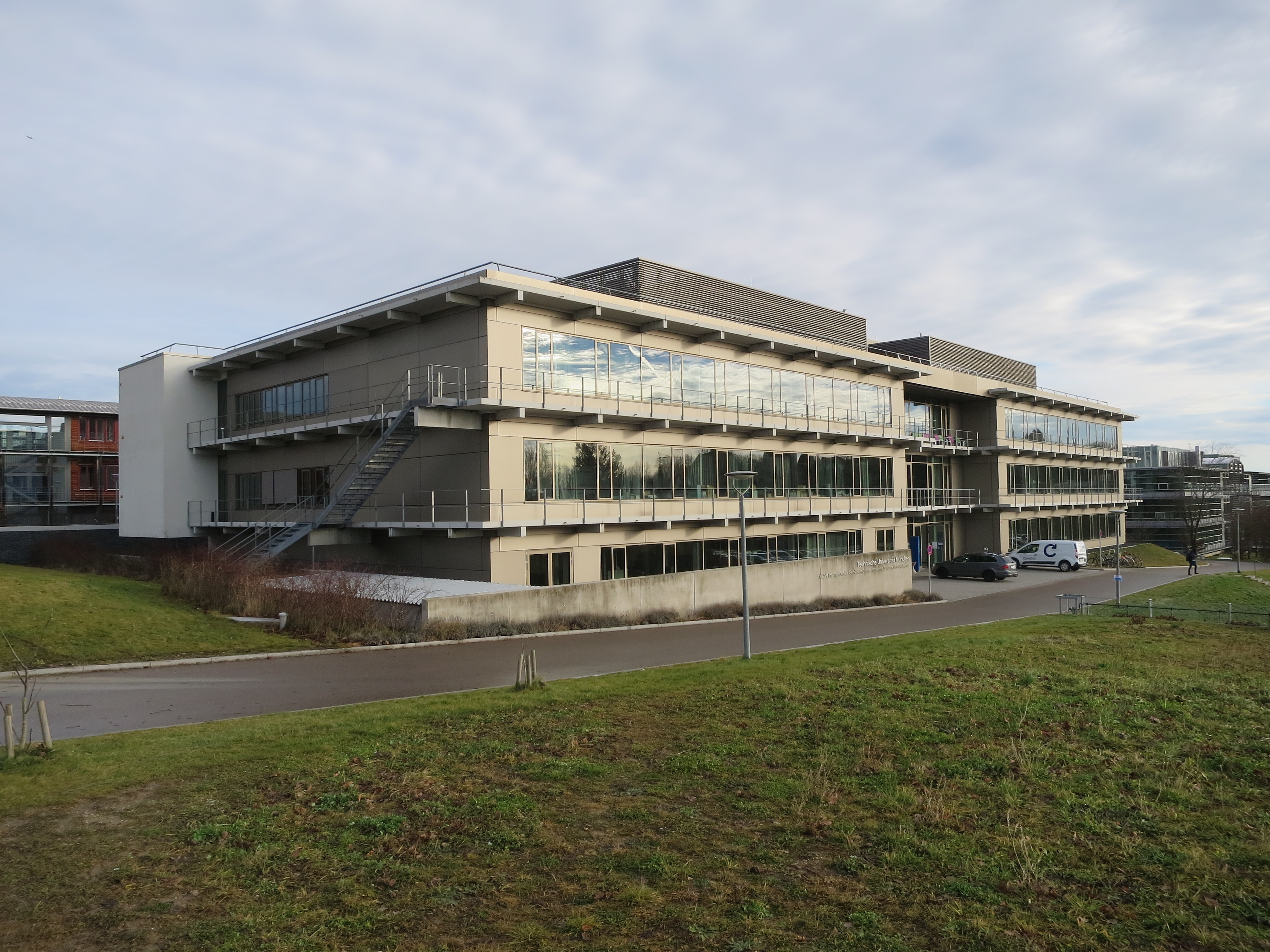
In diesem Gebäude des IGZW ist das „BayBioMS“ untergebracht, 2018

Das Bavarian Biomolecular Mass Spectrometry Center (BayBioMS) ist eine neue Wissenschafts- und Technologie-Plattform der Technischen Universität München (TUM) auf dem Campus Freising-Weihenstephan; es gehört also zum Wissenschaftszentrum Weihenstephan (WZW) der TUM. Das BayBioMS hat die moderne Proteomik und die fortschrittlichen Werkzeuge der Metabolomik im Angebot, und zwar für die Anwendung in der Biomedizin, in der Pflanzen- und Nahrungsmittelforschung sowohl innerhalb der TUM wie auch für Forschungspartner außerhalb der Universität. Das Center ist bei der Deutschen Forschungsgemeinschaft (DFG) akkreditiert und bekommt finanzielle Zuwendungen von ihr, vom Freistaat Bayern und der TUM.

## Ziele und Strategien
Diese neue Plattform hat folgende Ziele und weitreichende Strategien, um die Forschung in den oben genannten Bereichen voranzubringen:
- Ermöglichung des Zugangs zu den neuesten LC-MS-Geräten und dem aktuellsten Wissen im Gebiet der Proteomik und Metabolomik für die Forschung in den Lebenswissenschaften (Pflanzen – Biotechnik – Nahrungsmittel/Ernährung - Medizin)
- Förderung der Entwicklung von neuester LC-MS-basierter Technologie und entsprechenden Anwendungen für die Lebenswissenschaften
- Angebot von wissenschaftlicher und technischer Beratung für Wissenschaftler, die ein Forschungsvorhaben im Bereich Proteomik und Metabolomik planen
- Durchführung von Lehrveranstaltungen für die allerneueste Ausbildung und die Förderung junger Wissenschaftler[2]

## Lehrveranstaltungen und Seminare
BayBioMS bietet eine Ausbildung in Form von Seminarserien, Workshops und Sommerseminaren an. Die meisten Lehrveranstaltungen zielen auf das individuelle Training von Bachelor- und Master-Studenten, Doktoranden und forschende Postdoktoren für ihre eigenen Projekte, die in Zusammenarbeit mit BayBioMS durchgeführt werden.

BayBioMS bietet mehrere Seminare an, die die Kenntnisse im Bereich Massenspektrometrie vertiefen sollen. Beispielsweise die Seminarserie: „Advanced Mass Spectrometry“, das Seminar, (einmal im Jahr) „Metabolomik – Eine Einführung“ und Spezial-Seminare (z. B. „1. Munich Metabolomics Meeting“).

## Ausstattung

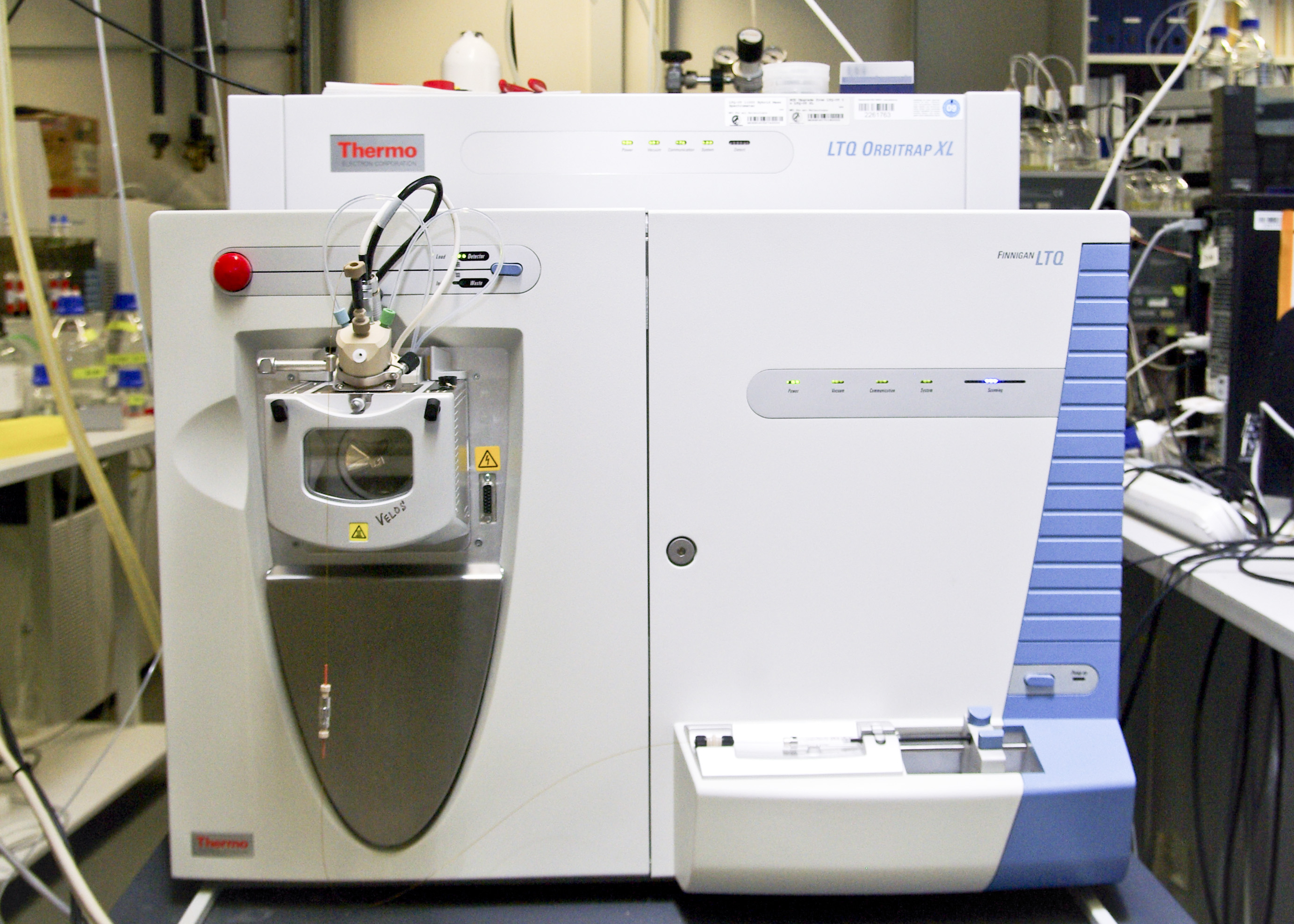
LTQ OrbiTrap XL (Thermo), Massenspektrometer fotografiert 2011 in Polen

- Metabolomics and Proteomics
  - MALDI Ultraflextreme (Bruker)
  - ImagePrep (Bruker)
- Metabolomics

- - 4000 QTrap (Sciex)
  - QTrap 5500 (Sciex)
  - GCMS-TQ8040 (Shimadzu)
- Proteomics
  - LTQ-Orbitrap Velos (Thermo)
  - LTQ-Orbitrap Elite (Thermo)
  - QExactive HF (Thermo)
- Bioinformatics
  - 100 TB Storage System (NetApp)
  - 32 Core Server (MaxQuant)[3]

## Leitung in Partnerschaft
- Thomas Hofmann – Direktor „Metabolomics“, Lehrstuhl Lebensmittelchemie und Molekulare Sensorik
- Bernhard Küster – Direktor „Proteomics“, Lehrstuhl Proteomik und Bioanalytik

## Zusammenarbeit
Das Zentrum kooperiert mit zahlreichen Instituten und Lehrstühlen, um Redundanzen bei der technischen Ausstattung zu vermeiden und gemeinsam effizienter wissenschaftliche Leistungen zu erbringen.
- TUM School of Life Sciences Weihenstephan
- Next Generation Sequencing (NGS@TUM)
- Imaging Unit (Imaging@TUM)
- Dangerous Materials Registry Information System (DaMaRIS)
- Mensa Weihenstephan (Menu)
- Postdocs at Weihenstephan (Postdocs_WZW)
- Assistant Professorship of Wood Bioprocesses (HFM)
- Associate Professorship of Biotechnology of Natural Products (BINA)
- Chair in Biotechnology (BIOTECH)
- Chair of Analytical Food Chemistry (ALC)
- Chair of Aquatic Systems Biology (FISCH)
- Chair of Brewing and Beverage Technology (LBGT)
- Chair of Chemistry of Biogenic Resources (WZ-STRAUBING)
- Chair of Livestock Biotechnology (BTN)
- Chair of Microbiology (MIBIO)
- Chair of Molecular Nutritional Medicine (MEM)
- Chair of Nutrition and Immunology (BFLM)
- Chair of Organic Chemistry II (OC2)
- Chair of Plant Systems Biology (SYSBIOL)
- Department for Prevention, Rehabilitation and Sports Medicine (PRS)
- German Research Centre for Food Chemistry (DFA)
- Institute of Molecular Immunology and Experimental Oncology (IMI)
- Research Department Biosciences
- SFB 924 Molecular Mechanisms Regulating Yield and Yield Stability in Plants (SFB924)
- ZIEL Institut for Food and Health (ZIEL)